# KZ Hrvatska Dubica
Das Konzentrationslager Hrvatska Dubica (serbokroatisch Koncentracioni logor Hrvatska Dubica / Концентрациони логор Хрватска Дубица) war ein Konzentrationslager auf dem Gebiet des von 1941 bis 1945 bestehenden faschistischen Unabhängigen Staates Kroatien (NDH). Das von den rechtsextremen Ustascha betriebene Lager befand sich in Hrvatska Dubica. Die Internierten waren hauptsächlich Serben, Juden und Roma.